# Drumul european E403
Drumul european 403 este o autostradă care leagă Bruges de Tournai.
Ea corespunde autostrăzii belgiene A17 și drumului național belgian 31.
Este numită uneori „autostrada Occidentului”, deoarece 90% din traseul său se află pe teritoriul provinciei Flandra Occidentală.

## Traseu
| Belgia |                        |               |                              |
|        | Traseu                 |               | Intersecții Drumuri Europene |
| RN31   | Portul Bruges - Bruges | Portul Bruges | E34 E404                     |
| A17    | Bruges - Tournai       | Bruges        | E40                          |
| A17    | Bruges - Tournai       | Kortrijk      | E17                          |
| A17    | Bruges - Tournai       | Tournai       | E429                         |